# Sikorsky S-61
S-61 er en modelbetegnelse for en række helikoptere produceret af den amerikanske virksomhed Sikorsky Aircraft Corporation.

## SH-3 Sea King
SH-3 Sea King blev oprindeligt udviklet til den amerikanske flåde med det formål at opspore og nedkæmpe undervandsbåde. Helikopteren er dog mest kendt for sin rolle som redningshelikopter. I medierne blev Sea King internationalt kendt, fordi de fløj rundt med USA's præsident (Marine One/Army One), og deltog i bjærgning af NASA's Apollo-kapsler.
Den har været produceret på licens af Westland (England), Agusta (Italien) og Mitsubishi (Japan).
Sikorsky-byggede S-61'ere drives af to stk. General Electric T58-turboskaftmotorer på 1.350 hk, mens de Westland-byggede drives af to Rolls-Royce Gnome turboskaftmotorer.

## Anvendelse i Danmark
Denne artikel bør gennemlæses af en person med fagkendskab for at sikre den faglige korrekthed.

I Danmark anvendtes en S-61 model, kaldet S-61A-1, som Flyvevåbnet modtog den 10. oktober 1965. Det var en hybrid mellem Sea King'en og den civile S-61N (Grønlandsfly). Sea King'en har smalle pontoner, og ved havari i havet vil balloner blæses op for at holde helikopteren flydende. De danske S-61A har ligesom S-61N store, faste pontoner. En anden forskel på Sea King og S-61A/S-61N/L er, at Sea King'en kan folde rotorbladene sammen og knække halen (pga. pladsmangel på skibene). På de civile S-61N/L stikker pitotrørene ud gennem den hule rotormast, mens de på de militære sidder ovenover cockpittet. Kroppen på S-61N/L er forlænget ifht. S-61A og Sea King.
Helikopterne blev sejlet hertil med skib, og leveret i København fra Sikorsky Aircraft Division of United Aircraft Corp., Stratford, Connecticut, USA.
De danske S-61A-1 fik placeret en 530 liters centre brændstoftank lige under tyngdepunktet, der hvor Sea King'en havde en dyppesonar. Centertanken blev kopieret til de civile og redningshelikopterne.
Flyvevåbnet fik leveret otte S-61A-1 (U-240 og U-275 til U-281) i 1965, og efter et havari i 1968 (U-281) fik de i 1971 en S-61A-4 (U-481) som erstatning. Numrene er baseret på de tre sidste cifre i fabrikationsnummeret. U-240 var en prototype og -275 til -281 den normale levering.
Flyvevåbnets S-61A er løbende blevet opgraderet med radar, FLIR (Forward Looking Infra Red) og GPS, og blev udfaset i løbet af 2010, hvor AgustaWestland EH-101 Merlin helikopterne overtog den rolle, som S-61'erne havde udført i mere end 40 år. Denne udfasning skulle være foregået tidligere, men blev forsinket grundet de mange problemer med de nye helikoptere, og indtil 16. juni 2010 fløj S-61A stadig operativt. Denne dato fløj 3 stk. S-61 en sidste tur. De kom ind over Frederiksberg fra Rigshospitalet lidt over kl. 11, for senere på dagen at lande på Flyvestation Karup. Dermed var en æra på 45 år slut, og flyet var dermed udfaset fra Flyvevåbnet.
S-61A har i Flyvevåbnet mest været anvendt som redningshelikopter, sygetransport og lettere transportopgaver (VIP). Taktisk flyvning, som støtte for specialstyrker (herunder Politiets Aktionsstyrke), er også blevet trænet.

### S-61A op- og nedture
Sikorsky S-61A fik sin ilddåb d. 8. november 1965, før den var blevet erklæret operativ. En C-54 Skymaster fra Værløse på vej til Grønland fik motorstop på alle fire motorer over Kattegat. Eskadrille 722's daværende redningshelikopter (S-55) var drevet af samme slags højoktanbenzin som C-54, og man frygtede at der var et problem med brændstofanlæggets benzin. Da S-61A er drevet af to turboskaftmotorer, der anvender et simplere petroleumsprodukt, blev en omskolings-S-61A sendt af sted. En fiskekutter havde dog i mellemtiden reddet de 19 nødstedte. Mest kendt er dog redningsaktionen med den norske færge M/S Skagerak, der var ved at synke 7. september 1966 under en storm. Flyvevåbnet modtog den første S-61A 10. oktober 1965, så blot et år efter modtagelsen reddede fem S-61A 69 ombordværende på M/S Skagerak. De resterende 75 blev reddet af tililende skibe. Alle 144 ombordværende blev reddet, en døde senere af hjertestop.
Den 10. februar 1968 forulykkede S-61A U-281 under en natlig eftersøgning efter strandjægere over Vadehavet. Besætningen omkom.